# ムジークフェストなら
| ムジークフェストなら | ムジークフェストなら    |
| -------------------- | ----------------------- |
| 初回                 | 2012年                  |
| 最新回               | 2023年4月15日〜12月下旬 |

ムジークフェストならは、奈良県で2012年から毎年5月から6月にかけて開催されている音楽祭である。奈良県内の社寺を中心に、県内各地でコンサートが開かれることが特徴である。

## 概要
2020年は、新型コロナウイルス感染症の影響で開催を中止した。
2023年は、これまでの春に加え、四季を通じた開催になった。

## 開催日
- 2012年
  - 6月14日〜24日
- 2013年
  - 6月14日〜30日
  - テーマ：古都で響きあう音と人
- 2014年
  - 6月14日〜29日
- 2016年
  - 6月13日〜28日